# (1226) Голия
(1226) Голия (лат. Golia) — астероид главного пояса, который был открыт 22 апреля 1930 года голландским астрономом Хендриком ван Гентом в обсерватории Йоханнесбурга (ЮАР) и назван в честь выдающегося голландского астронома, математика и востоковеда XVII столетия Якобуса Голиуса, основателя астрономической обсерватории при Лейденском университете. 

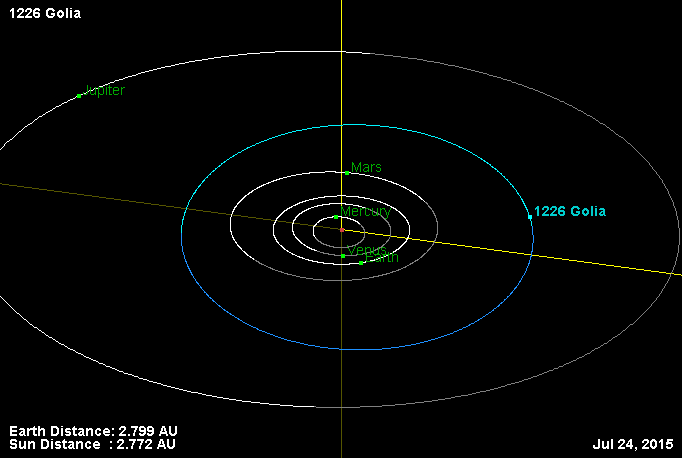
Орбита астероида Голия и его положение в Солнечной системе

Период обращения вокруг Солнца у этого астероида составляет  4,146 земных года. 